# Pierre L. G. Benoit
Pierre L. G. Benoit, född 1920, död 1995, var en belgisk araknolog som var specialiserad på spindlar från subsahariska Afrika.
Auktorsnamnet Benoit kan användas för Pierre L. G. Benoit i samband med ett vetenskapligt namn inom zoologin; se Wikipedia-artiklar som länkar till auktorsnamnet.